# Desprendimiento de retina
El desprendimiento de retina (DR) (ablatio retinæ, amotio retinæ) es una enfermedad ocular ocasionada por la separación física entre la retina neurosensorial y el epitelio pigmentario al que en condiciones normales está adherida. Como consecuencia de ello la retina neurosensorial queda sin riego sanguíneo y se produce pérdida de visión. El desprendimiento inicial puede ser localizado, pero sin tratamiento tiende a extenderse, afectando finalmente a toda la retina. 

## Descripción

Esquema de la sección del ojo en el que puede observarse la retina en rojo desprendida en la parte superior.

La pared del ojo está compuesta de tres capas, la más interna o retina, la intermedia o coroides y la externa o esclerótica. 
La retina es la porción más interna de la pared del ojo y la responsable de la captación del estímulo luminoso. La componen varias capas concéntricas que se agrupan en dos, una de ellas es la retina neurosensorial en la que se encuentran las células sensibles a la luz y la otra el epitelio pigmentario. El desprendimiento de retina se produce cuando se separan la retina neurosensorial del epitelio pigmentario, acumulándose líquido en el espacio que queda entre ambas.
El sector de retina afectado queda de esta forma sin riego sanguíneo, produciéndose una pérdida de visión de grado variable, dependiendo de la amplitud de la zona afectada.

## Frecuencia
Se producen entre 5 y 10 casos por 100.000 habitantes al año. El 70% de los pacientes son personas con miopía o mayores de 50 años.
| Prevalencia % | Emétropes | Hasta - 4 d | Hasta -9 d | Superior a -10 d |
| ------------- | --------- | ----------- | ---------- | ---------------- |
| A los 40 años | 0.01      | 0.05        | 0.5        | 1.1              |
| A los 60 años | 0.06      | 0.6         | 2.4        | 4.3              |
| A los 80 años | 0.2       | 1.2         | 4          | 6.8              |

## Causas
Puede ocurrir después de un traumatismo sobre el ojo, tras una intervención quirúrgica ocular, por ejemplo tras una operación de catarata, o bien espontáneamente como complicación de una o varias roturas, debido a una tracción del humor vítreo que rellena el globo ocular, sobre una zona frágil de la retina. Las personas de más edad y las afectadas de miopía avanzada o diabetes, están más predispuestas a presentar esta enfermedad.
También puede producirse por otras causas:
- Tumores de coroides como el melanoma uveal.
- Inflamaciones graves oculares.
- Agujero macular miópico en pacientes que padecen alta miopía
- Retinopatía diabética.

## Tipos

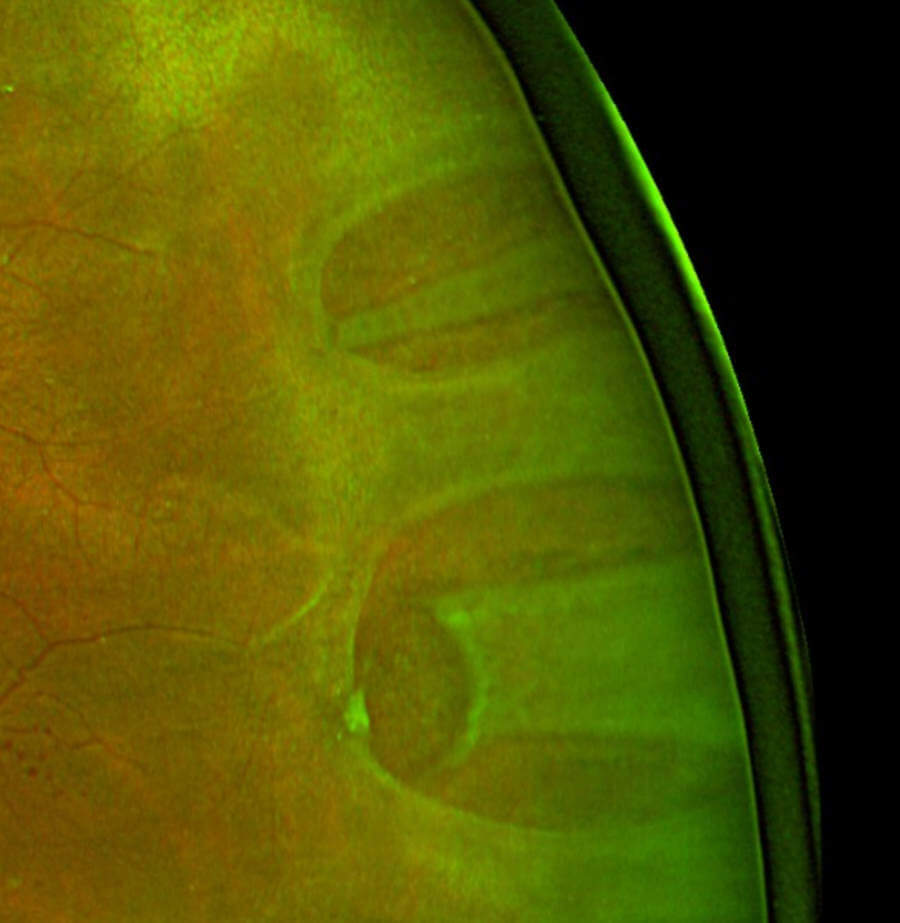
Desprendimiento de retina relacionado con desgarro en herradura: la retina tiene un defecto en forma de herradura.

Dependiendo del mecanismo causal, existen 3 tipos básicos de desprendimiento de retina, el regmatógeno, que es el más frecuente, seguido del traccional y por último el exudativo.
- Desprendimiento de retina regmatógeno. Su nombre deriva de la palabra griega rhegma que significa desgarro y está causado por un desgarro o rotura que afecta a todas las capas de la retina. Las personas con miopía avanzada son propensas a presentarlo, pues en ellas la retina es más delgada de lo habitual a causa de la degeneración miópica.

- Desprendimiento traccional. Se produce como su nombre indica por una tracción del humor vítreo sobre una retina a la que está adherido por tractos fibrosos anormales. Los pacientes diabéticos que sufren retinopatía diabética de tipo proliferativo están especialmente predispuestos a esta modalidad.

- Desprendimiento exudativo. Se debe a la filtración de líquido por debajo de la retina, causado por otra enfermedad ocular, como tumores e infecciones de la coroides, anomalías de los vasos sanguíneos u otros trastornos poco frecuentes, como el síndrome de Vogt Koyanagi Harada. Con frecuencia el tratamiento indicado en estos casos es el de la enfermedad que causa el exudado.[4]

## Síntomas
Los síntomas característicos son un defecto en el campo visual que muchas veces es percibido por el paciente como la aparición de un telón negro. A veces desaparece espontáneamente por la mañana, en el momento de levantarse, para reaparecer unas horas después. 
También es muy frecuente la percepción de destellos luminosos inexistentes que se llaman fotopsias y la aparición brusca de pequeñas manchas oscuras y móviles en el campo visual que se mueven espontáneamente.  Estas  manchas se conocen como moscas volantes, aunque su nombre técnico es miodesopsias.  Hay que tener en cuenta que la presencia de miodesopsias es muy frecuente en personas de más de 40 años y ello no significa que presenten enfermedad ocular alguna. Las miodesopsias en el desprendimiento de retina se caracterizan por ser múltiples, aparecer de forma abrupta y acompañarse de los síntomas antes descritos.
No todos los desprendimientos de retina presentan los síntomas señalados, pues la enfermedad puede estar desencadenada por diferentes mecanismos, el grado de afectación es variable, así como la amplitud y localización de la zona afectada.  Además los síntomas  descritos dependen del tiempo de evolución de la enfermedad y pueden estar producidos por multitud de procesos  diferentes, por lo cual la actitud más adecuada siempre es dejarse guiar por un profesional en el campo de la salud.

## Tratamiento
El desprendimiento de retina o su sospecha se considera una urgencia médica y debe ser atendida sin demora por un oftalmólogo. El tipo de tratamiento recomendado es variable, dependiendo de la causa, el estado de la retina, el tiempo transcurrido y diferentes factores. Generalmente es preciso realizar una intervención quirúrgica.

### Tipos de tratamiento

Esquema que muestra un anillo escleral colocado en el ojo como tratamiento del desprendimiento de retina

Las técnicas usadas con más frecuencia son la fotocoagulación con láser, la crioterapia, la retinopexia neumática, la vitrectomía, el drenaje del líquido subretiniano y el anillo escleral (scleral buckling).
- Fotocoagulación con láser. Mediante el láser se causan quemaduras controladas alrededor de la zona desprendida. Estas quemaduras acaban por cicatrizar y sellan la retina al tejido que está debajo que es la coroides, evitando de esta forma que el humor vítreo se infiltre  por debajo de la retina y el desprendimiento se extienda.

- Crioterapia. Mediante una criosonda se congela el tejido situado alrededor de la zona desgarrada, tras lo cual se produce una cicatrización que actúa de forma protectora por un mecanismo similar al descrito en la fotocoagulación con láser.

- Retinopexia neumática. Se introduce una burbuja de gas en el interior del ojo, el gas realiza una presión mantenida sobre la zona desprendida de la retina, favoreciendo su cicatrización y evitando la extensión del desgarro. Tras el procedimiento se recomienda al paciente que permanezca boca abajo unas tres semanas, hasta que desaparezca el gas introducido.

- Vitrectomía. Consiste en una intervención quirúrgica mediante la cual se extrae el humor vítreo del interior del ojo utilizando instrumentos especiales. Generalmente es un procedimiento previo antes de actuar directamente sobre la retina.

- Cierre esclerótico o anillo escleral. Se trata de un procedimiento quirúrgico mediante el cual se coloca una banda o anillo alrededor de la capa más externa de la pared del ojo, la esclera, con la finalidad de mantener una presión externa sobre el globo ocular que impida la extensión del desprendimiento de retina.

- Drenaje del líquido subretiniano. Cuando existe un desprendimiento, puede acumularse líquido por debajo del mismo (líquido subretiniano), el cual empeora la evolución, pues favorece la expansión del desgarro. Mediante el drenaje se extrae este líquido, lo cual facilita la curación sin secuelas.

### Respuesta al tratamiento
Dependiendo de la magnitud del desprendimiento, su localización y el tiempo de evolución, el pronóstico es diferente. El 85% de los casos responde adecuadamente tras una intervención. El 15% restante puede necesitar dos o más intervenciones.
Después de la cirugía, la visión suele ir mejorando de forma gradual durante un periodo de días o semanas, aunque la capacidad visual finalmente alcanzada puede ser inferior a la que existía previamente, especialmente si el desprendimiento afectó a la mácula que es el área de la retina de máxima sensibilidad. Aproximadamente el 40% de las personas intervenidas alcanzan una buena visión, el resto recuperan un grado variable de capacidad visual que les es útil para leer, deambular y las actividades cotidianas, Hay que tener en cuenta que las células nerviosas que componen la retina pueden ser dañadas de forma irreversible, por lo que en ocasiones no existe ninguna posibilidad de recuperación. Si no se realiza tratamiento alguno, la consecuencia es pérdida total de visión en el ojo afectado.